# Джиммі Маллен
Джеймс Маллен (англ. James Mullen, 6 січня 1923, Ньюкасл-апон-Тайн — 23 жовтня 1987, Вулвергемптон) — англійський футболіст, що грав на позиції нападника, зокрема, за клуб «Вулвергемптон», а також національну збірну Англії.
Триразовий Чемпіон Англії. Володар Кубка Англії. Чотириразовий володар Суперкубка Англії з футболу. 

## Клубна кар'єра
Народився 6 січня 1923 року в місті Ньюкасл-апон-Тайн. Вихованець футбольної школи клубу «Вулвергемптон». Дорослу футбольну кар'єру розпочав 1939 року в основній команді того ж клубу, в якій провів декілька ігор до Другої світової війни та тринадцять сезонів у повоєнний період, взявши участь у 445 матчах чемпіонату. Більшість часу, проведеного у складі «Вулвергемптона», був основним гравцем атакувальної ланки команди. За цей час тричі став чемпіоном, володарем кубку, а також чотири рази вигравав Суперкубок.
Під час сезону 1940—1941 років грав у клубі «Лестер Сіті» разом з яким виграв у 1942 році Воєнний кубок Футбольної ліги.

## Виступи за збірні
З 1949 по 1950 рік  захищав кольори другої збірної Англії, зігравши у її складі 3 матчі.
1942 року дебютував в офіційних матчах у складі національної збірної Англії. Протягом кар'єри у національній команді провів у її формі 12 матчів, забивши 6 голів.
У складі збірної був учасником двох чемпіонатів світу:
1950 року у Бразилії, де зіграв з Чилі (2-0) і з США (0-1).
1954 року у Швейцарії, де зіграв з господарями турніру (2-0).
Помер 23 жовтня 1987 року на 65-му році життя у місті Вулвергемптон.
| Дата       | Місто          | Господарі | Результат | Гості             | Турнір             | Голи | Примітки |
| ---------- | -------------- | --------- | --------- | ----------------- | ------------------ | ---- | -------- |
| 12-4-1947  | Лондон         | Англія    | 1 – 1     | Шотландія         | Домашній чемпіонат | -    |          |
| 18-5-1949  | Осло           | Норвегія  | 1 – 4     | Англія            | товариський матч   | 1    |          |
| 22-5-1949  | Коломб         | Франція   | 1 – 3     | Англія            | товариський матч   | -    |          |
| 18-5-1950  | Брюссель       | Бельгія   | 1 – 4     | Англія            | товариський матч   | 1    |          |
| 25-6-1950  | Ріо-де-Жанейро | Англія    | 2 – 0     | Чилі              | ЧС 1950 - 1-й етап | -    |          |
| 29-6-1950  | Белу-Оризонті  | Англія    | 0 – 1     | США               | ЧС 1950 - 1-й етап | -    |          |
| 10-10-1953 | Кардіфф        | Уельс     | 1 – 4     | Англія            | Домашній чемпіонат | -    |          |
| 21-10-1953 | Лондон         | Англія    | 4 – 4     | Європа            | товариський матч   | 2    |          |
| 11-11-1953 | Ліверпуль      | Англія    | 3 – 1     | Північна Ірландія | Домашній чемпіонат | -    |          |
| 3-4-1954   | Глазго         | Шотландія | 2 – 4     | Англія            | Домашній чемпіонат | 1    |          |
| 16-5-1954  | Белград        | Югославія | 1 – 0     | Англія            | товариський матч   | -    |          |
| 20-6-1954  | Берн           | Швейцарія | 0 – 2     | Англія            | ЧС 1954 - 1-й етап | 1    |          |
| Усього     |                | Матчів    | 12        |                   | Голів              | 6    |          |

## Титули і досягнення
- Чемпіон Англії (3):

«Вулвергемптон»: 1953-1954, 1957-1958, 1958-1959
- Володар Кубка Англії (1):

«Вулвергемптон»: 1948-1949
- Володар Суперкубка Англії з футболу (4):

«Вулвергемптон»: 1949, 1954, 1959
Англія: 1950
- Володар воєнного кубка Футбольної ліги (1):

«Лестер Сіті»: 1942